# Plebejus lesliei
Plebejus lesliei är en fjärilsart som beskrevs av Robert Christopher Tytler 1927. Plebejus lesliei ingår i släktet Plebejus och familjen juvelvingar. Inga underarter finns listade i Catalogue of Life.